# Юруково
Юруково (болг. Юруково) — село в Благоевградской области Болгарии. Входит в состав общины Якоруда. Находится примерно в 7 км к юго-западу от центра города Якоруда и примерно в 43 км к востоку от центра города Благоевград. По данным переписи населения 2011 года, в селе  проживало 1187 человек.

## Население
| Год     | 1956 | 1965 | 1975 | 1985 | 1992 | 2001 | 2011 |
| ------- | ---- | ---- | ---- | ---- | ---- | ---- | ---- |
| Жителей | 532  | 734  | 860  | 997  | 1080 | 1119 | 1187 |

| Национальность | Человек | Процент |
| -------------- | ------- | ------- |
| болгары        | 220     | 30,47%  |
| турки          | 496     | 68,7%   |
| Всего ответов  | 722     |         |

|  |